# Charles Widmore
Charles Widmore est un personnage du feuilleton télévisé Lost : Les Disparus. Il est principalement interprété par l'acteur Alan Dale. De plus, Tom Connolly et David S. Lee interprètent respectivement Charles Widmore quand il est jeune et quand il est entre deux âges.
Charles Widmore est le chef de la population indigène de l'île, « les Autres », jusqu'à ce qu'il soit banni de l'île par Benjamin Linus. Il est le père de Penelope Widmore et de Daniel Faraday. Le personnage est introduit à la fin de la deuxième saison comme étant un riche industriel qui désapprouve la relation entre sa fille et Desmond Hume. Son rôle est développé à partir de la quatrième saison où il est présenté en tant qu'un des principaux antagonistes du feuilleton. Alan Dale a reçu un éloge pour sa performance et les critiques ont répondu positivement au mystère entourant son personnage.

## Biographie fictive

### Avant son exil
Charles Widmore apparaît en 1954 comme un « Autre » de dix-sept ans, capturé avec un des siens par Sawyer, Juliet Burke et John Locke. Quand Juliet convainc l'autre homme de les conduire à Richard Alpert, Charles le tue et s'enfuit dans la jungle. Locke le suit jusqu'au camp des « Autres » et Charles le menace de son pistolet jusqu'à ce que Richard lui ordonne de baisser son arme.
En 1977, Benjamin Linus, alors âgé de douze ans et vivant au sein du Projet Dharma, est amené aux « Autres » pour être guéri. Richard permet au garçon d'être guéri, bien qu'il sache que Charles désapprouve fortement sa décision. Charles, qui est maintenant le chef des « Autres », rencontre alors Ben et l'informe qu'il est maintenant l'un d'entre eux, mais qu'il devra retourner vivre avec son père au Projet Dharma. Quelque temps après cet incident, Charles et Eloise Hawking ont un enfant, Daniel Faraday, qui est élevé hors de l'île.
En 1988, il ordonne Ben d'exécuter Danielle Rousseau. Ben ne peut pas tuer Rousseau quand il découvre qu'elle a récemment donné naissance à une fille nommée Alex. Ben enlève l'enfant sans tuer Danielle, et revient au camp des « Autres ». Charles est furieux, après s'être attendu à ce que Ben tue Danielle et l'enfant. Ben réplique que Charles ne suit pas la volonté de Jacob, et qu'il n'a qu'à tuer l'enfant lui-même. 
En 1992, après que les « Autres » ont purgé l'île des gens du Projet Dharma, Charles est banni pour avoir quitté à plusieurs reprises l'île et engendré un enfant, Penelope, avec une « étrangère ». Charles dit alors à Ben, le nouveau chef des « Autres », qu'un jour il devra choisir entre Alex et l'île.

### Après son exil
Charles est opposé à ce que Desmond Hume ait une relation avec sa fille, Penelope. En 1996, Desmond demande à Charles la main de sa fille. Charles refuse après avoir humilié Desmond en lui disant qu'il n'est même pas assez digne pour boire de son whisky. Quelques années après, lorsque Desmond est libéré d'une prison militaire, Charles va à sa rencontre et l'informe qu'il a intercepté chaque lettre que Desmond a écrit à Penny, faisant croire à Penny que Desmond ne pensait pas à elle. Charles offre à Desmond une importante somme d'argent pour qu'il ne contacte jamais sa fille mais Desmond refuse.
Depuis son exil, Charles passe la majeure partie de son temps à rechercher un moyen de retourner sur l'île. En 2004, l'avion assurant le vol Oceanic 815 s'écrase sur l'île et Charles fait installer une fausse épave de l'avion dans le fossé de Sunda, de sorte que personne ne découvre où ils sont. Deux mois après l'accident, Charles engage une équipe pour voyager jusqu'à l'île sur un cargo, le Kahana. L'équipe se compose du personnel scientifique - Daniel Faraday, Charlotte Lewis, et Miles Straume - et d'une équipe de mercenaires menée par Martin Keamy. Leur mission principale est de capturer Benjamin Linus, avec le second objectif de tuer tous les autres habitants de l'île,. Après que les mercenaires ont manqué de capturer Ben, ce dernier déplace l'île, l'obligeant à la quitter. Ben rend plus tard visite à Charles et l'informe qu'il tuera Penny, celui-ci étant responsable de la mort d'Alex par l'intermédiaire de Keamy.
En 2007, John Locke ayant quitté l'île, est retrouvé par Charles, qui lui explique qu'une guerre va se dérouler sur l'île et que Locke doit l'aider pour que le « mauvais camp » ne l'emporte pas. Il charge Matthew Abaddon d'aider Locke en réunissant les « Six d'Oceanic » pour les ramener sur l'île. Pendant ce temps, Charles rencontre Sun-Hwa Kwon et conviennent de la nécessité d'assassiner Benjamin Linus, ainsi que Desmond, qui exige l'adresse d'Eloise Hawking. Charles lui donne mais lui demande de retourner se cacher avec Penny et de ne pas retourner sur l'île. Cependant, Ben retrouve Penny, tire sur Desmond, mais ne peut pas tuer Penny lorsqu'il voit qu'elle et Desmond ont un enfant. Charles va à l'hôpital où Desmond est soigné et parle avec Eloise, bien qu'il ne rende pas visite à sa fille.

## Développement
Le nom Widmore est introduit dans le douzième épisode la deuxième saison, où un logo de Widmore Construction apparait sur un immeuble. Le nom apparait de nouveau quatre épisodes après où le test de grossesse de Sun vient des laboratoires Widmore. Charles Widmore et sa fille Penelope sont finalement introduits dans le feuilleton à la fin de la deuxième saison. Alan Dale était un personnage régulier de la série Ugly Betty, quand on lui a proposé ce rôle. L'agent de Dale était alors inquiet que Widmore devienne un personnage récurrent, car il serait difficile pour Dale d'apparaitre dans les deux séries en même temps. 
En 2008, les producteurs ont demandé à Dale de revenir à Oahu, à Hawaii, où le tournage a lieu, mais il ne pouvait pas à cause de son engagement dans la comédie musicale des Monty Python, Spamalot. Il a suspecté les producteurs de remanier son rôle ou d'introduire un nouveau personnage, mais à sa surprise, ils sont venus à Londres pour inclure Dale.